# Argutoridius
Argutoridius is een geslacht van kevers uit de familie van de loopkevers (Carabidae). De wetenschappelijke naam van het geslacht is voor het eerst geldig gepubliceerd in 1876 door Chaudoir.

## Soorten
Het geslacht Argutoridius omvat de volgende soorten:
- Argutoridius abacetoides (Chaudoir, 1876)
- Argutoridius bonariensis (Dejean, 1831)
- Argutoridius chilensis (Dejean, 1828)
- Argutoridius cubensis (Darlington, 1937)
- Argutoridius depressulus Straneo, 1969
- Argutoridius oblitus (Dejean, 1831)
- Argutoridius pavens (Tschitscherine, 1900)
- Argutoridius uruguayicus (Chaudoir, 1876)
- Argutoridius zischkai Straneo, 1969